# Le Brignon
Le Brignon ist eine französische Gemeinde mit 615 Einwohnern (Stand: 1. Januar 2022) im Département Haute-Loire in der Region Auvergne-Rhône-Alpes. Sie gehört zum Arrondissement Le Puy-en-Velay und zum Kanton Velay volcanique. Die Einwohner werden Brignonais genannt.

## Geografie
Le Brignon liegt etwa elf Kilometer südlich von Le Puy-en-Velay im Zentralmassiv an der oberen Loire, die weitgehend die östliche Gemeindegrenze bildet. Umgeben wird Le Brignon von den Nachbargemeinden Solignac-sur-Loire im Norden, Chadron im Nordosten, Saint-Martin-de-Fugères im Osten, Goudet im Südosten, Arlempdes im Südosten und Süden, Landos im Süden und Südwesten, Costaros im Südwesten und Westen sowie Cayres im Westen.
Am Westrand der Gemeinde verläuft die Route nationale 88.

## Bevölkerungsentwicklung
| Jahr      | 1962 | 1968 | 1975 | 1982 | 1990 | 1999 | 2006 | 2013 | 2020 |
| Einwohner | 809  | 745  | 664  | 577  | 542  | 544  | 572  | 601  | 610  |

Quellen: Cassini und INSEE

## Sehenswürdigkeiten
- Kirche Saint-Martin
- Kirche Notre-Dame-de-l'Immaculée-Conception in der Ortschaft Ussel
- Wasserfall von La Beaume, 27 Meter hohe Kaskade an der Beaume

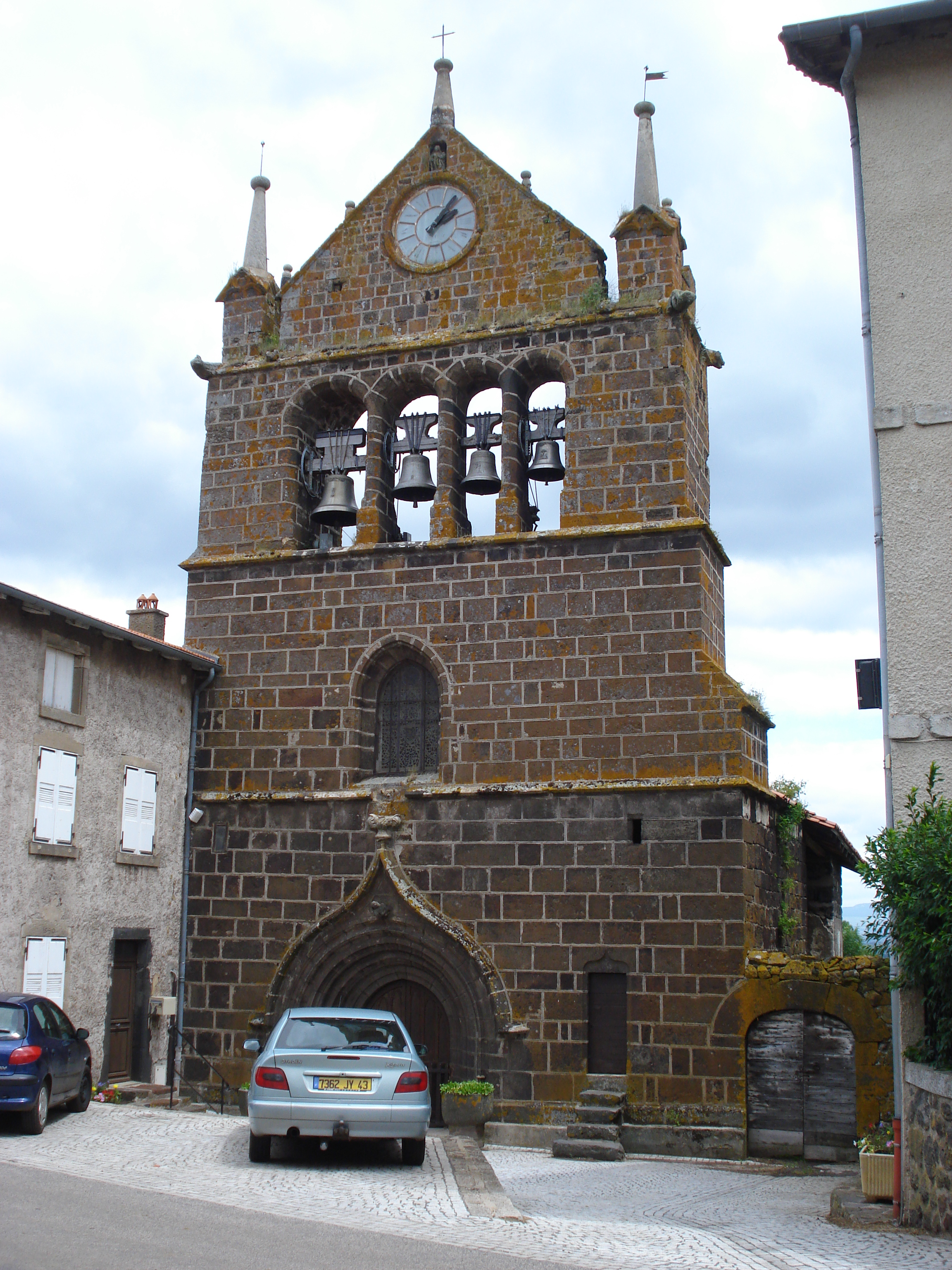
Kirche Saint-Martin
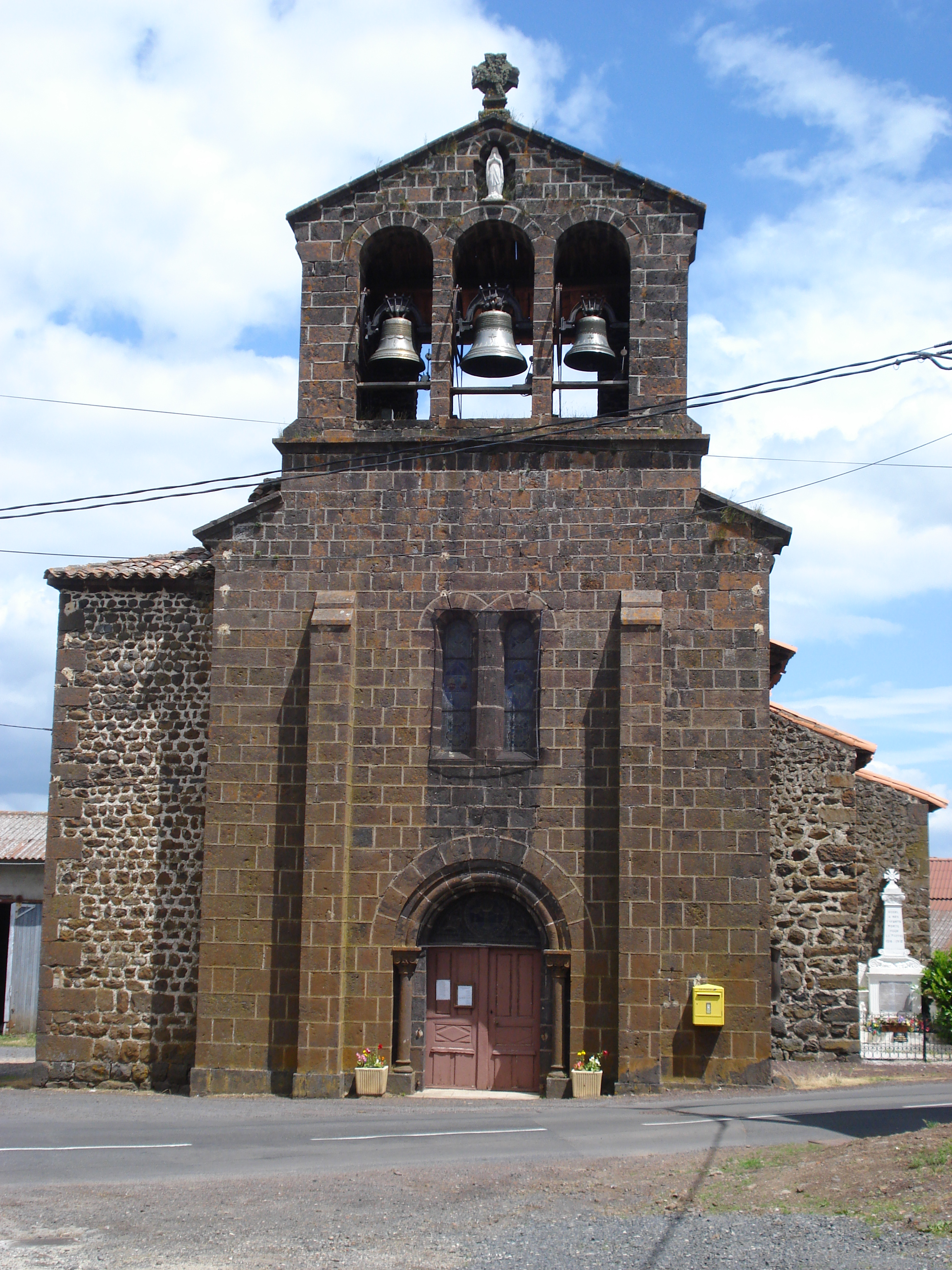
Kirche Immaculée Conception
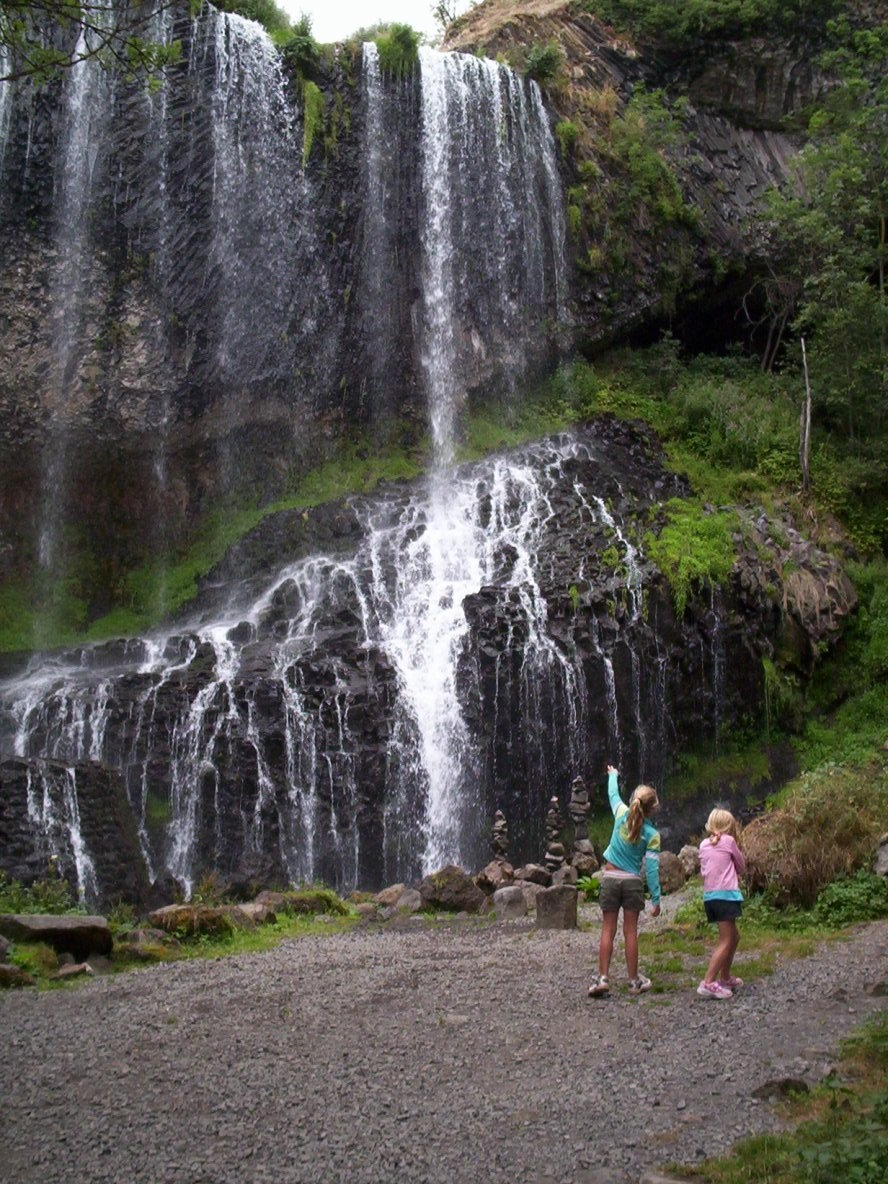
Wasserfall von La Beaume